# Condado de Marsabit
El condado de Marsabit es un condado de Kenia.
Se sitúa al norte del país, siendo fronterizo con Etiopía y ocupando la orilla oriental del Lago Turkana. Su capital es Marsabit, pero la localidad más importante es la ciudad dividida de Moyale. La población total del condado es de 291 166 habitantes según el censo de 2009.
Dentro de los límites del condado se encuentra el homónimo parque nacional de Marsabit.

## Geografía

### Subdivisiones
| División     | Población | Población urbana | Cuarteles  |
| ------------ | --------- | ---------------- | ---------- |
| Central      | 25,100    | 10,619           | Marsabit   |
| Gadamoji     | 12,345    | 0                |            |
| Laisamis     | 24,011    | 2,817            | Laisamis   |
| Loiyangalani | 16,965    | 1,054            |            |
| Maikona      | 19,518    | 0                | Maikona    |
| North Horr   | 23,539    | 2,343            | North Horr |
| Total        | 121,478   | 16,833           | -          |

### Distritos electorales
- Distrito de Moyale
- Distrito de North Horr
- Distrito de Saku
- Distrito de Laisamis